# Omloop Het Nieuwsblad femminile

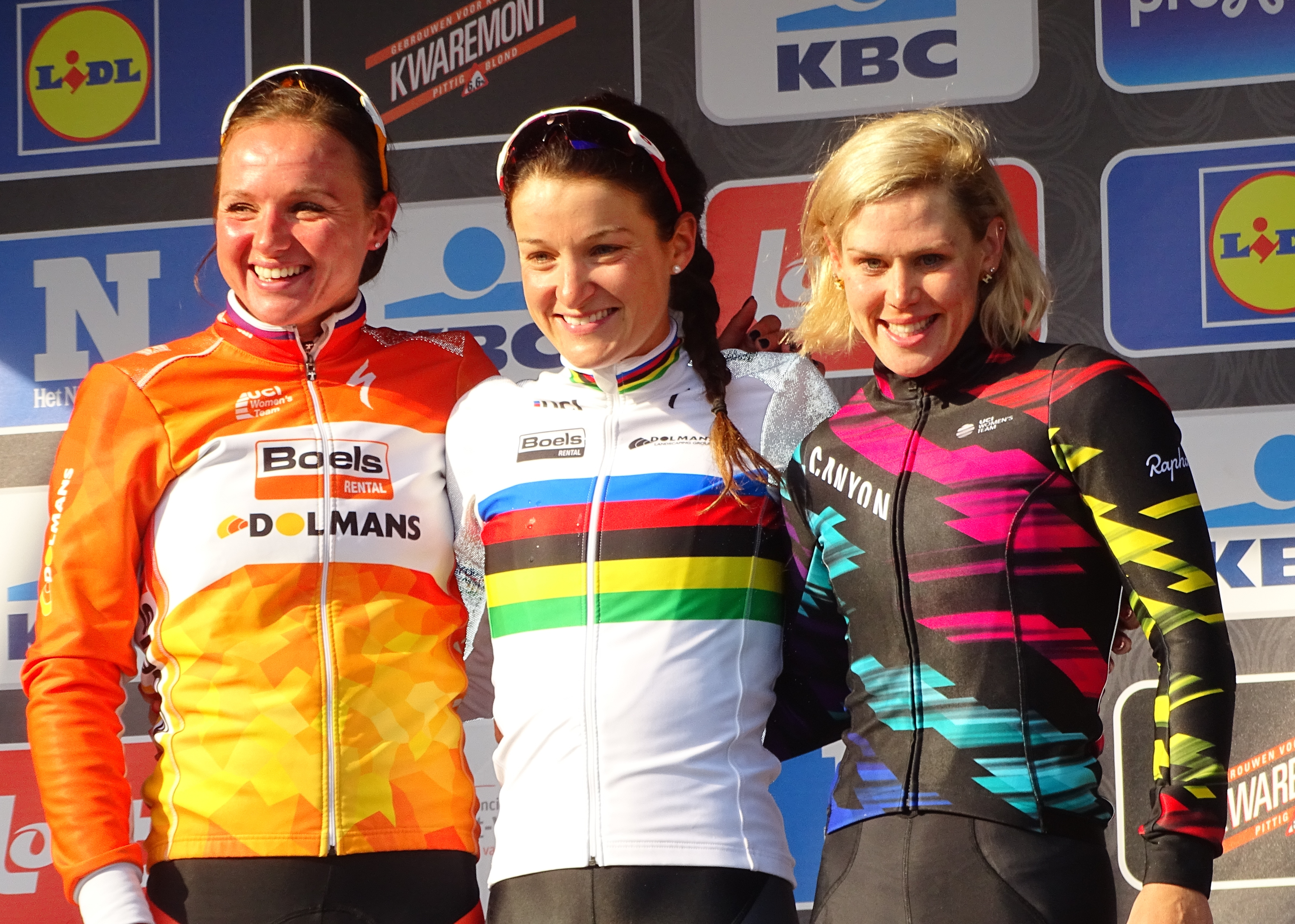
il podio del 2016

L'Omloop Het Nieuwsblad femminile è una corsa in linea di ciclismo su strada femminile che si tiene annualmente nella provincia delle Fiandre Orientali, in Belgio. La corsa costituisce il corrispettivo femminile della Omloop Het Nieuwsblad per professionisti. Fino al 2020 faceva parte del calendario internazionale UCI (fino al 2015 come prova di classe 1.2, dal 2016 come prova di classe 1.1), nel 2021 ha fatto parte del calendario UCI Women's ProSeries come prova di classe 1.Pro mentre dal 2022 fa parte del calendario UCI Women's World Tour.
La gara si tiene dal 2006; dal 2007 il percorso è di circa 120-130 km con partenza a Gand e, dal 2019, arrivo a Ninove.

## Albo d'oro
Aggiornato all'edizione 2025.
| Anno | Vincitrice           | Seconda                  | Terza                     |
| ---- | -------------------- | ------------------------ | ------------------------- |
| 2006 | Suzanne de Goede     | Mirjam Melchers          | Tanja Hennes              |
| 2007 | Mie Bekker Lacota    | Monica Holler            | Jaccolien Wallaard        |
| 2008 | Kirsten Wild         | Angela Brodtka           | Emma Johansson            |
| 2009 | Suzanne de Goede     | Noemi Cantele            | Kelly Druyts              |
| 2010 | Emma Johansson       | Liesbet De Vocht         | Grace Verbeke             |
| 2011 | Emma Johansson       | Andrea Bosman            | Chantal Blaak             |
| 2012 | Loes Gunnewijk       | Ellen van Dijk           | Trixi Worrack             |
| 2013 | Tiffany Cromwell     | Megan Guarnier           | Emma Johansson            |
| 2014 | Amy Pieters          | Emma Johansson           | Elizabeth Armitstead      |
| 2015 | Anna van der Breggen | Ellen van Dijk           | Elizabeth Armitstead      |
| 2016 | Elizabeth Armitstead | Chantal Blaak            | Tiffany Cromwell          |
| 2017 | Lucinda Brand        | Chantal Blaak            | Annemiek van Vleuten      |
| 2018 | Christina Siggaard   | Alexis Ryan              | Maria Giulia Confalonieri |
| 2019 | Chantal Blaak        | Marta Bastianelli        | Jip van den Bos           |
| 2020 | Annemiek van Vleuten | Marta Bastianelli        | Floortje Mackaij          |
| 2021 | Anna van der Breggen | Emma Norsgaard Jørgensen | Amy Pieters               |
| 2022 | Annemiek van Vleuten | Demi Vollering           | Lorena Wiebes             |
| 2023 | Lotte Kopecky        | Lorena Wiebes            | Marta Bastianelli         |
| 2024 | Marianne Vos         | Lotte Kopecky            | Elisa Longo Borghini      |
| 2025 | Lotte Claes          | Aurela Nerlo             | Demi Vollering            |

## Vittorie per paese
Aggiornato all'edizione 2025.
| Pos | Paese         | Vittorie |
| --- | ------------- | -------- |
| 1   | Paesi Bassi   | 12       |
| 2   | Svezia        | 2        |
| 2   | Danimarca     | 2        |
| 2   | Belgio        | 2        |
| 5   | Australia     | 1        |
| 5   | Gran Bretagna | 1        |